# Obr z Cerne Abbas
Obr z Cerne Abbas je postava obrovského nahého muže na kopci blízko vesnice Cerne Abbas na severu Dorchesteru v Dorsetu v Anglii. 55 metrů vysoká, 51 metrů široká postava je vyryta do úbočí kopce a je nejlépe viditelná z protilehlé strany údolí nebo z leteckého pohledu. Linie postavy jsou tvořeny cca 30 cm širokými zářezy přibližně stejné hloubky, které odstranily travnatý povrch a odkrývají křídové podloží. V pravé ruce obr drží sukovitý kyj, dlouhý 36,5 metru.

## Historie

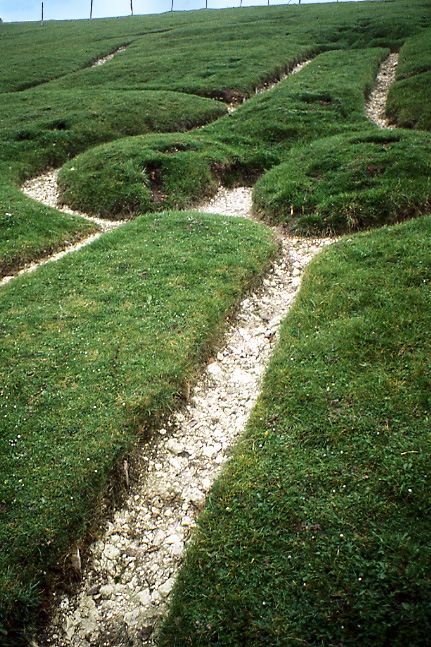
Detail falu a nohou

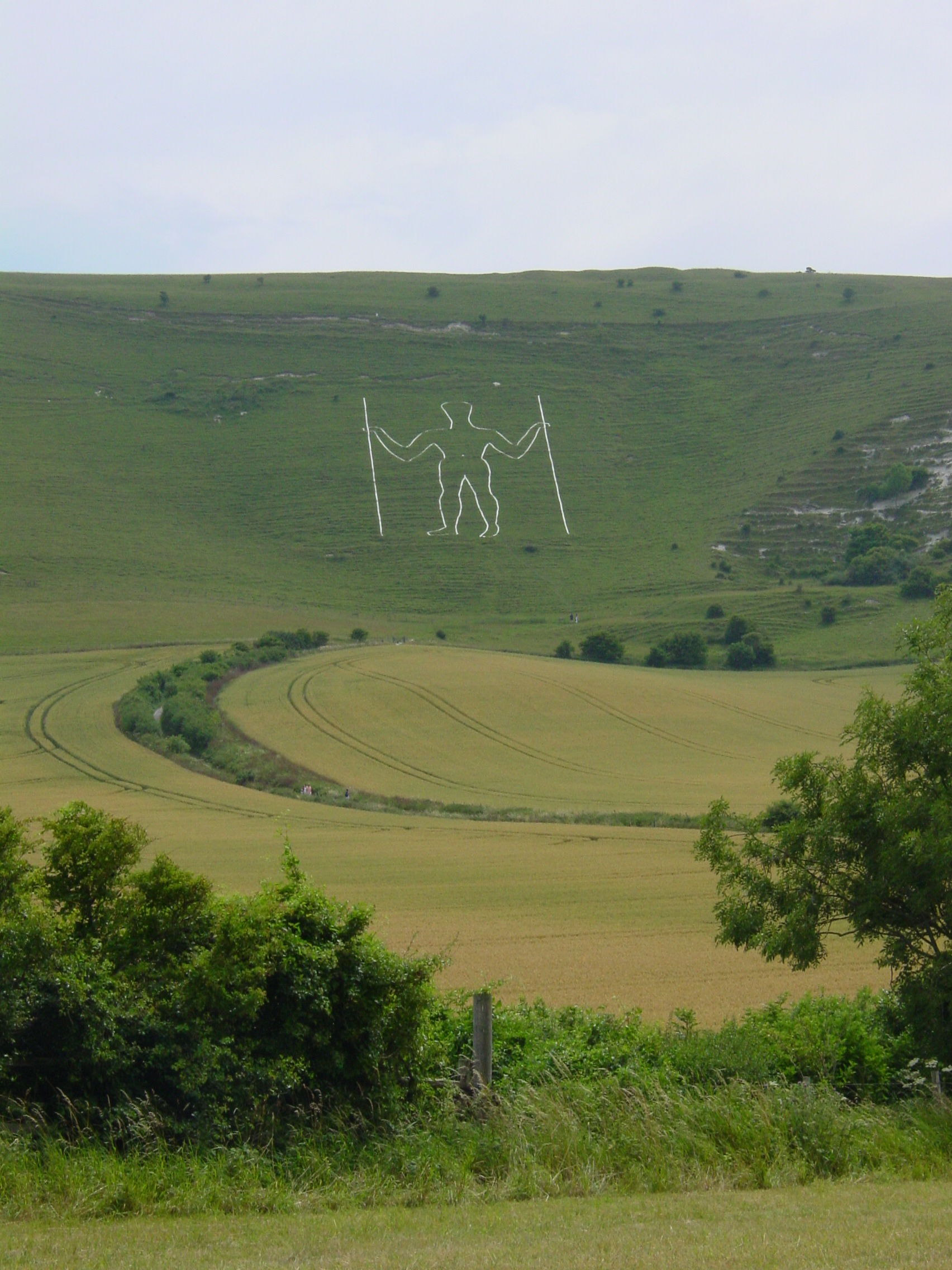
Dlouhý muž, další z křídových postav, z nedalekého Wilmingtonu prokazatelně pochází z 16. či 17. století

Jako několik dalších křídových postav vyrytých v anglické krajině, je Obr z Cerne Abbas často považován za pravěký výtvor. Jako u dalších podobných postav, zmínky o něm nemohou být vysledovány dále než do konce 17. století. Původ postavy z doby keltské nebo římského období je nepravděpodobný. O něco výše, vpravo od hlavy obra je pozemní stavba známá jako „Pánev na smažení“; středověcí autoři označují tuto lokalitu jako 'Trendle Hill', ale nezmiňují postavu obra. To vede k závěru, že je stará pravděpodobně jen okolo 400 let. V této souvislosti je zajímavé, že Bílý kůň z Uffingtonu (což je nesporně pravěký výtvor, nalézající se v Berkshire) je zmiňován již středověkými autory.

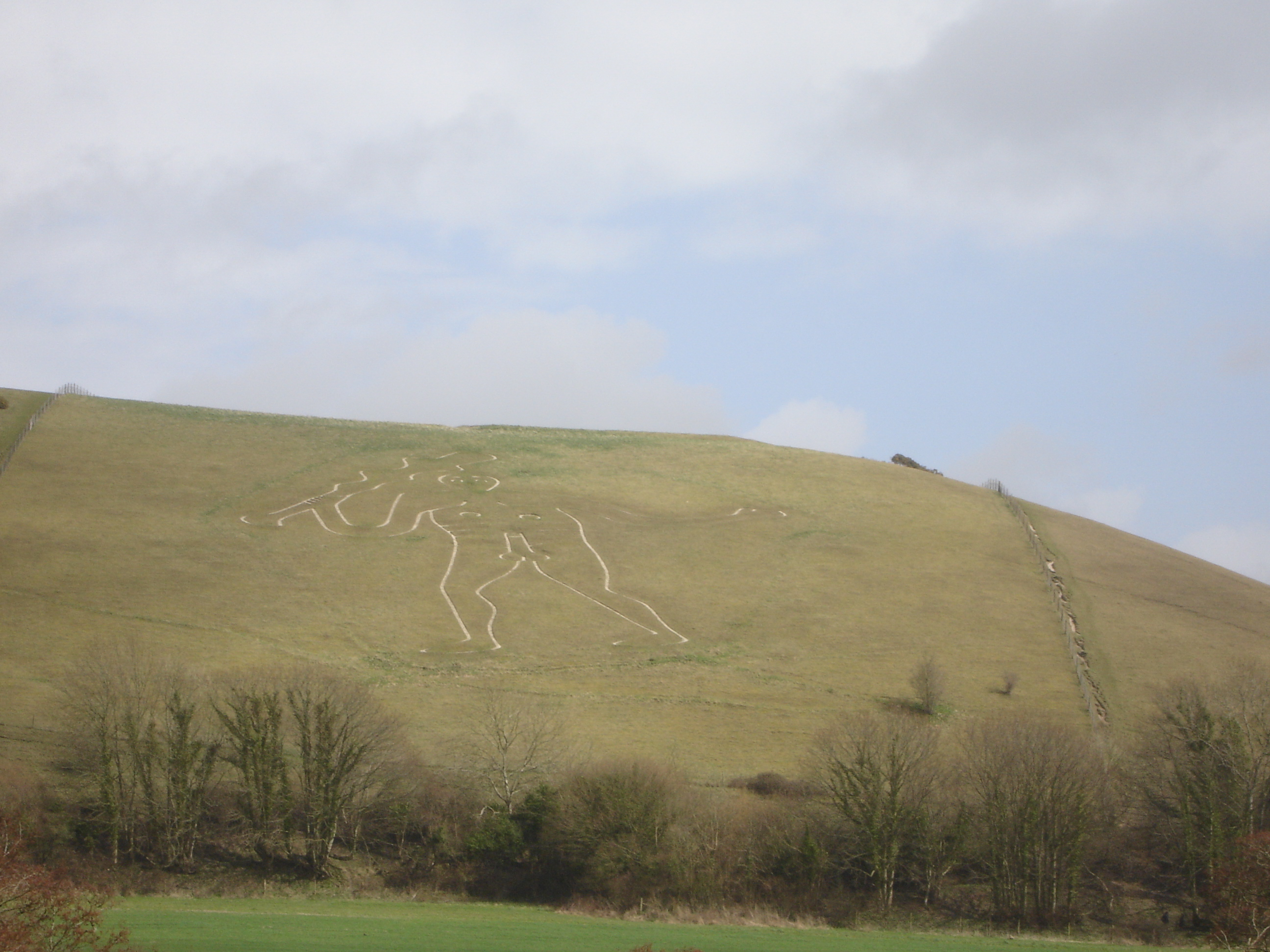
Obr z Cerne Abbas, pohled z dálky

Nejstarší psaný záznam o postavě obra je z roku 1694 v zápisu o platbě z církevních účtů v Cerne Abbas v částce 3 šilinky za obnovení linií obra. Potom následují odkazy z roku 1742 a 1751; John Hutchins napsal ve svém Průvodci po Dorsetu, že figura byla hotová již v předcházejícím století. Věřilo se, že postava byla pravděpodobně vytvořena sloužícími barona Denzila Hollea během anglické občanské války. Spekulovalo se, že postava je parodií Olivera Cromwella, který byl někdy posměšně jeho nepřáteli nazýván anglickým Herkulem; spojení na Herkula je posilněno nedávnými objevy zaniklých linií figury, které snad znázorňovaly zvířecí kůži (viz dále). Herkules je tedy pravděpodobné vysvětlení. Místní legendy říkají, že na kopci byl zabit skutečný obr a že lidé z Cerne Abbas ho zpodobnili na kopci.
Výsledky nejnovějších výzkumů ukazují, že Obr „vznikl mezi roky 700 a 1100 našeho letopočtu. S největší pravděpodobností někdy kolem roku 908“.

## Vzhled

Nákres obra s rekonstruovanou, dnes neexistující linií (žlutě)

Existuje velmi mnoho falických symbolů se zřetelným ztopořeným penisem a varlaty. K nim patří po
stovky let provozované místní obyčeje vztyčování májky v místech rozmanitých pozemních artefaktů,
okolo kterých bezdětné dvojice tančily, aby si zajistily plodnost. A je známo, že dokonce i dnešní bezdětné dvojice navštěvují tuto lokalitu, aby pak měli naději, že počnou dítě.
V nedávné době skupina archeologů za použití speciální výbavy zjistila, že část obrysu postavy obra již neexistuje. Podle těchto nálezů volná paže držela zvířecí kůži, což podporuje teorii, že obr znázorňuje lovce nebo že jde o Herakla s kůží Nemejského lva přehozenou přes paži.
Jiná teorie uvádí, že kůže svěšená z levé paže je ochrana bojovníka proti letícím šípům. Uvažuje se také, že jeho veliký penis je ve skutečnosti výsledek splynutí kruhu, znázorňujícího jeho pupek, s menším penisem, k čemuž došlo během viktoriánského obnovení figury. Protože délka ztopořeného penisu je 15 % délky celé postavy (kromě kyje), délka jeho penisu by mohla být (v případě průměrně vysokého muže) zhruba 26 cm.[zdroj?]

## Doprovodná reklamní kresba
Jako upoutávka k uvedení filmu Simpsonovi ve filmu ke dni 16. července 2007 byla po levé straně obra z Cerne Abbas nakreslena obrovská postava Homera Simpsona, držícího koblihu. Kresba byla provedena vodorozpustnou biodegradující barvou.
Tento čin rozzuřil místní přívržence pohanských tradic, kteří v odvetě začali vyvolávat déšť, aby kresbu smazal, nehledě na to, že léto roku 2007 bylo nejdeštivější anglické léto od začátku provádění záznamů.